# Cédric Mongongu
Cédric Mongongu (Kinshasa, 22 juni 1989) is een Congolees voormalig professioneel voetballer die doorgaans speelde als centrale verdediger. Tussen 2007 en 2019 was hij actief voor AS Monaco, Évian TG, Eskişehirspor, Montpellier en Politehnica Iași. Mongongu maakte in 2008 zijn debuut in het voetbalelftal van Congo-Kinshasa en kwam uiteindelijk tot eenendertig interlandoptredens.

## Clubcarrière
Mongongu werd vroeg gescout door het Franse RCF Paris, waar hij tussen 2002 en 2005 in de jeugdopleiding speelde. De verdediger werd na die drie jaar overgenomen door AS Monaco, waar hij na twee jaar mocht debuteren. Op 4 augustus 2007 werd er met 1–1 gelijkgespeeld tegen Saint-Étienne en de Congolees mocht van coach Ricardo Gomes twintig minuten voor tijd invallen voor Jaroslav Plašil. Op 3 juli 2009 tekende Mongongu zijn eerste professionele contract bij de Monegasken. In de zomer van 2011 verkaste hij naar Évian TG, waar hij voor vier jaar tekende. In de zomer van 2015 maakte Mongongu de overstap naar Eskişehirspor, waar hij tekende voor drie seizoenen. Na een half jaar verliet hij de Turkse club alweer, met slechts één gespeelde competitiewedstrijd. In oktober verkaste Mongongu naar Montpellier, waar hij zijn handtekening zette onder een verbintenis voor de duur van één seizoen. Na dit seizoen vertrok de Congolees weer. Het seizoen 2017/18 zat hij zonder club, waarna hij ging spelen voor Politehnica Iași. De partijen gingen na een halfjaar weer uit elkaar, waarna Mongongu besloot op dertigjarige leeftijd een punt achter zijn actieve loopbaan te zetten.

## Clubstatistieken
| Seizoen | Club             | Competitie | Competitie | Competitie | Beker | Beker | Internationaal | Internationaal | Totaal | Totaal |
| Seizoen | Club             | Competitie | Wed.       | Dlp.       | Wed.  | Dlp.  | Wed.           | Dlp.           | Wed.   | Dlp.   |
| ------- | ---------------- | ---------- | ---------- | ---------- | ----- | ----- | -------------- | -------------- | ------ | ------ |
| 2007/08 | AS Monaco        | Ligue 1    | 5          | 0          | 5     | 0     | —              | —              | 10     | 0      |
| 2008/09 | AS Monaco        | Ligue 1    | 22         | 0          | 0     | 0     | —              | —              | 22     | 0      |
| 2009/10 | AS Monaco        | Ligue 1    | 33         | 0          | 5     | 0     | —              | —              | 38     | 0      |
| 2010/11 | AS Monaco        | Ligue 1    | 19         | 0          | 3     | 0     | —              | —              | 22     | 0      |
| 2011/12 | Évian TG         | Ligue 1    | 14         | 3          | 1     | 0     | —              | —              | 15     | 3      |
| 2012/13 | Évian TG         | Ligue 1    | 18         | 0          | 3     | 1     | —              | —              | 21     | 1      |
| 2013/14 | Évian TG         | Ligue 1    | 34         | 4          | 3     | 0     | —              | —              | 37     | 4      |
| 2014/15 | Évian TG         | Ligue 1    | 24         | 0          | 1     | 0     | —              | —              | 25     | 0      |
| 2015/16 | Eskişehirspor    | Süper Lig  | 1          | 0          | 4     | 0     | —              | —              | 5      | 0      |
| 2016/17 | Montpellier      | Ligue 1    | 3          | 0          | 1     | 0     | —              | —              | 4      | 0      |
| 2017/18 | Politehnica Iași | Liga 1     | 0          | 0          | 0     | 0     | —              | —              | 0      | 0      |
| Totaal  | Totaal           | Totaal     | 173        | 7          | 26    | 1     | 0              | 0              | 199    | 8      |

## Interlandcarrière
Mongongu debuteerde in het voetbalelftal van Congo-Kinshasa op 26 maart 2008. Op die dag werd een vriendschappelijke wedstrijd tegen Algerije met 1–1 gelijkgespeeld. De verdediger begon in de basis en hij speelde het gehele duel mee.